# Frinton-on-Sea
Frinton-on-Sea is een plaats in het bestuurlijke gebied Tendring, in het Engelse graafschap Essex. De plaats telt 5500 inwoners.

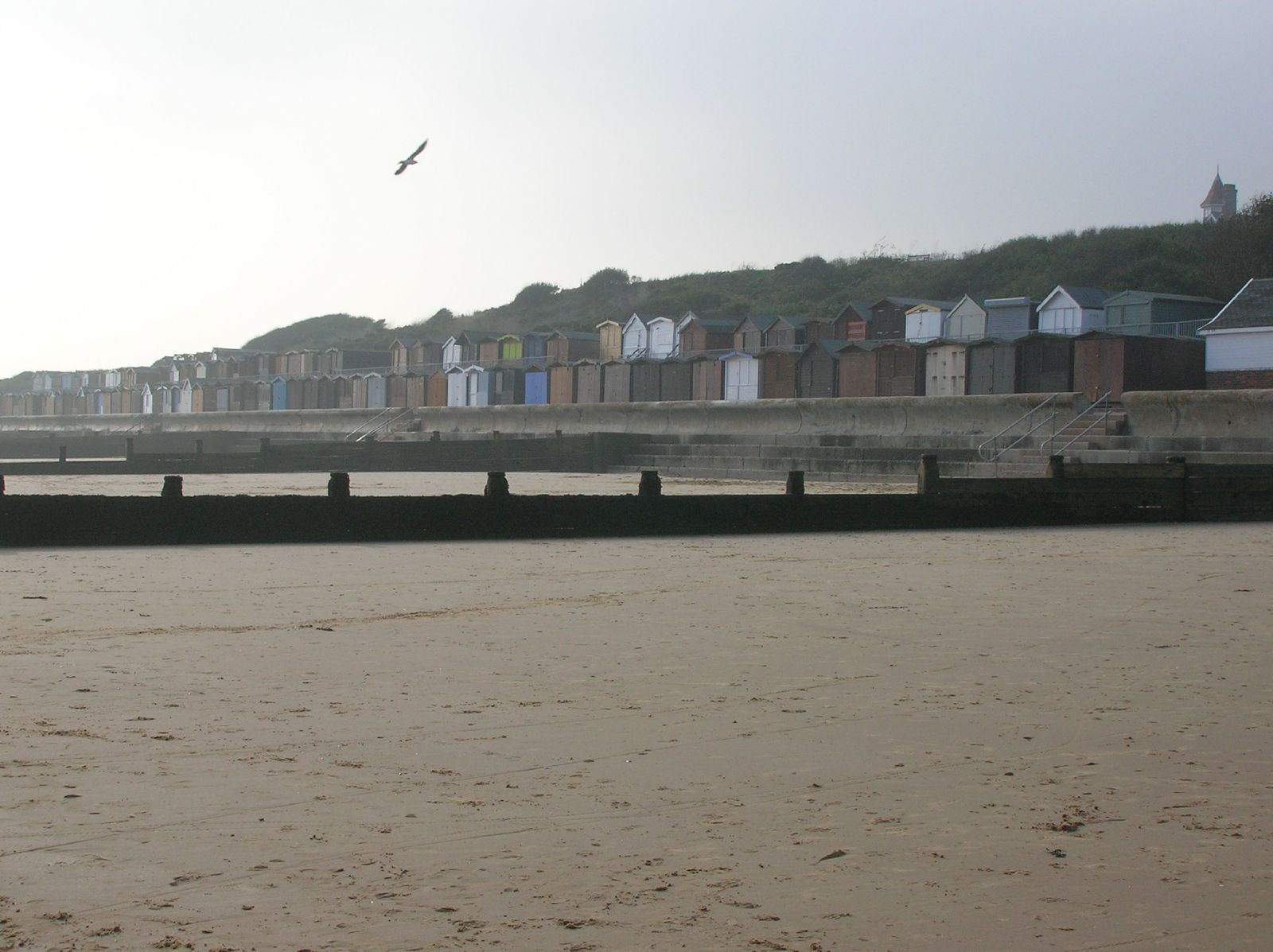
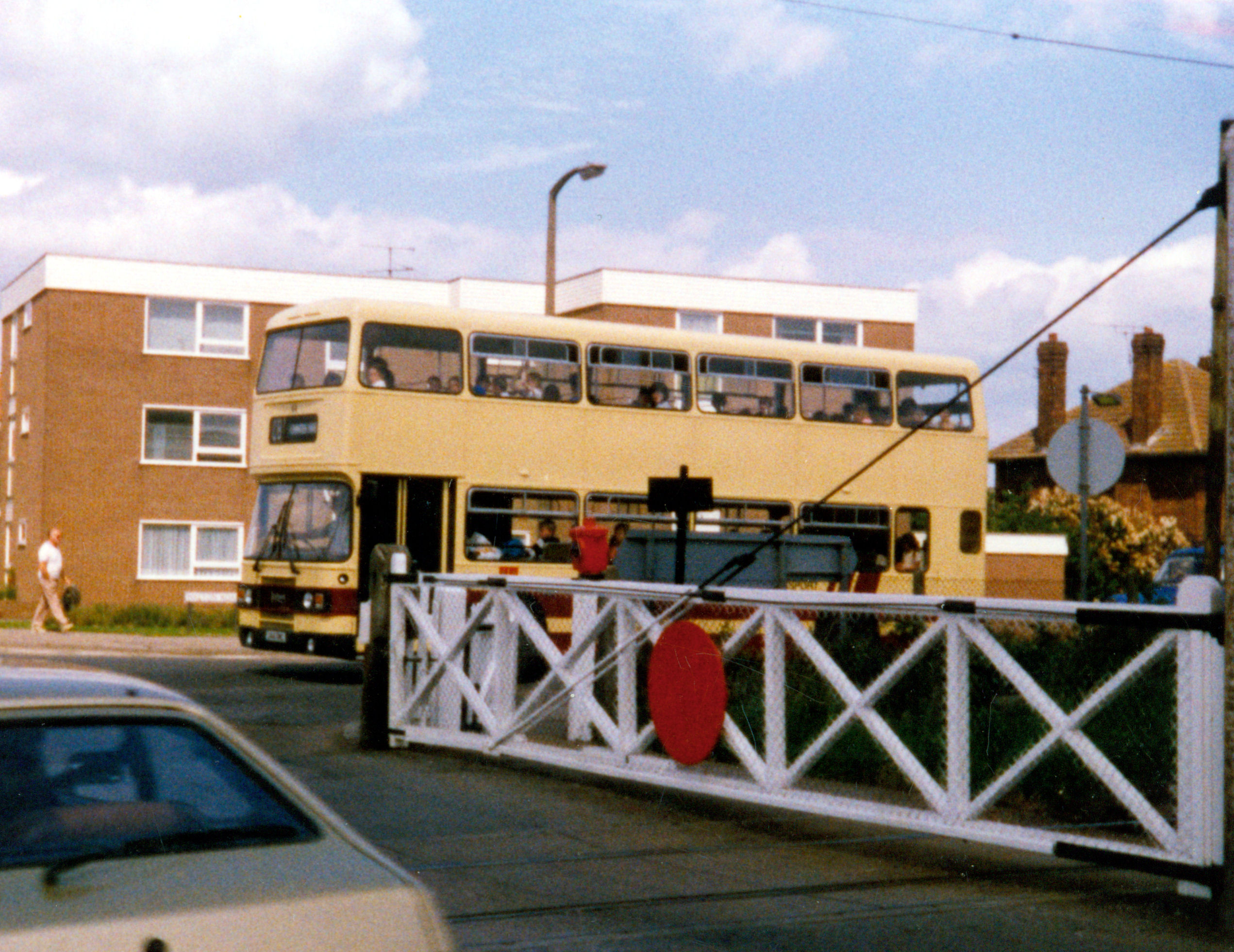